# جورج أغسطس دانا
جورج أغسطس دانا هو سياسي كندي، ولد في 1840 في بروكفيل في كندا، وتوفي في 1911. نشط حزبياً في الحزب الليبرالي في أونتاريو ‏. وقد انتخب عضو برلمان مقاطعة أونتاريو.